# Scott Allan
Scott Allan (ur. 28 listopada 1991 w Glasgow) – szkocki piłkarz występujący na pozycji pomocnika.
W sezonie 2016/2017 został wypożyczony z Celticu Glasgow do klubu Rotherham United.